# هوراشيو بيرت وليامز
هوراشيو بيرت وليامز (بالإنجليزية: Horatio Burt Williams)‏ هو عالم وظائف الأعضاء أمريكي، ولد في 17 سبتمبر 1877، وتوفي في 1 نوفمبر 1955.